# Estación Jácuaro
Estación Jácuaro är en ort i Mexiko.   Den ligger i kommunen Morelia och delstaten Michoacán de Ocampo, i den södra delen av landet, 230 km väster om huvudstaden Mexico City. Estación Jácuaro ligger 2 035 meter över havet och antalet invånare är 841.
Terrängen runt Estación Jácuaro är kuperad åt nordost, men åt sydväst är den platt. Runt Estación Jácuaro är det tätbefolkat, med 493 invånare per kvadratkilometer. Närmaste större samhälle är Morelia, 16,1 km nordost om Estación Jácuaro. I omgivningarna runt Estación Jácuaro växer huvudsakligen savannskog.